# Liste der Monuments historiques in Arçay (Vienne)
Die Liste der Monuments historiques in Arçay (Vienne) führt die Monuments historiques in der französischen Gemeinde Arçay auf.

## Liste der Bauwerke
| Bezeichnung           | Beschreibung | Standort | Kennzeichnung | Schutzstatus | Datum | Bild           |
| --------------------- | ------------ | -------- | ------------- | ------------ | ----- | -------------- |
| Dolmen I von Briande  | Neolithikum  | (Lage)   | PA00105333    | Inscrit      | 1978  | weitere Bilder |
| Dolmen II von Briande | Neolithikum  | (Lage)   | PA00105334    | Inscrit      | 1980  | weitere Bilder |